# Miguel Amaral

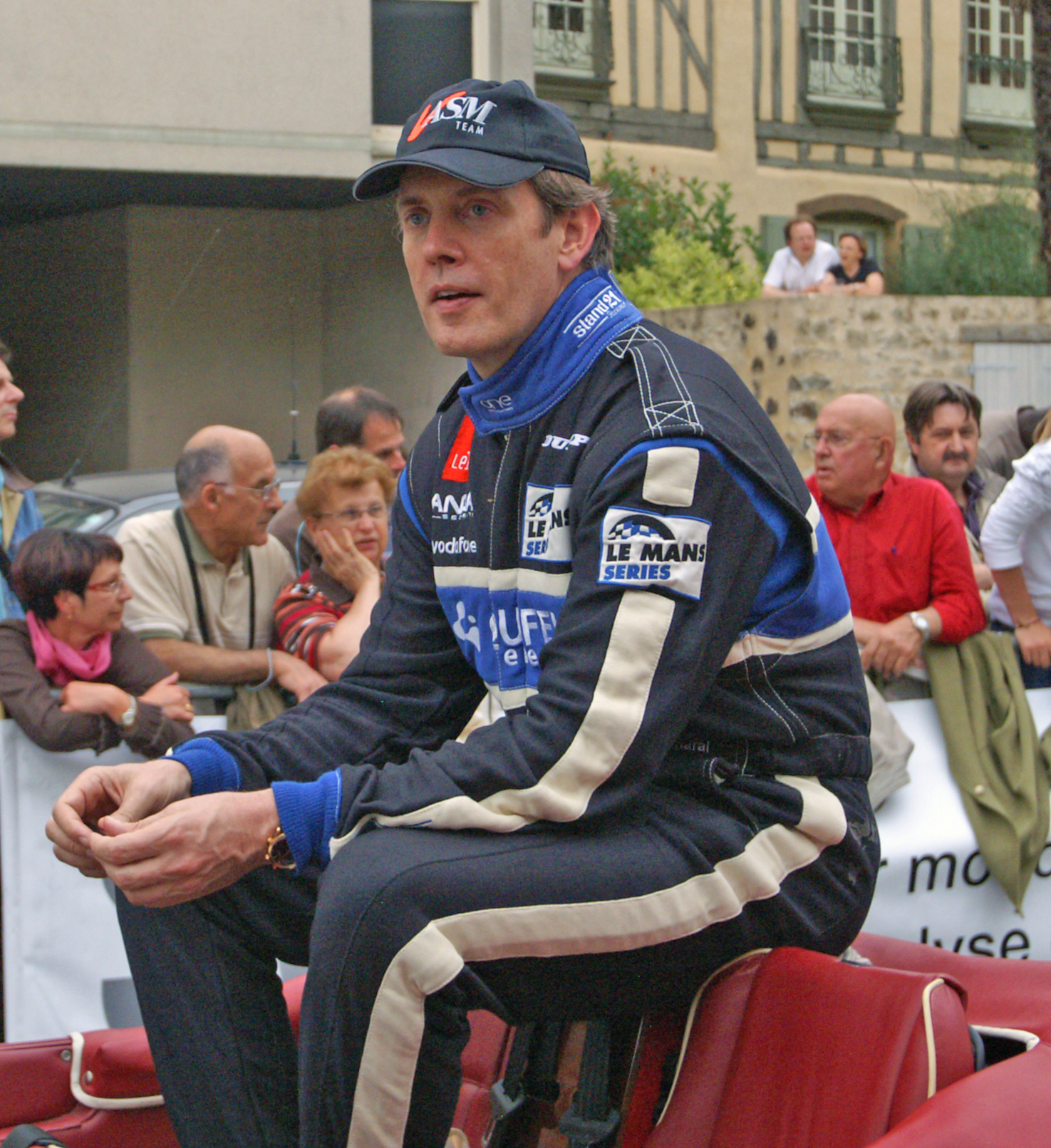
Miguel Amaral en 2009

Miguel Amaral, né le 31 juillet 1954, est un homme d'affaires portugais, et un pilote automobile amateur.

## Biographie
Amaral est l'ancien propriétaire majoritaire du groupe Media Capital, un conglomérat qui possède la chaîne de télévision TVI et plusieurs stations d'émission, y compris Rádio Comercial et Rádio Clube Português au Portugal.
Fan de sports mécaniques, il commence à piloter dans le championnat portugais de Rallye Cross, et en championnat portugais de voitures de tourisme. En 2001, il s'associe avec Pedro Couceiro pour conduire en GT espagnol, avant d'aller dans le championnat portugais, conduisant une Porsche 911 GT3 RS (996).
Son meilleur résultat au championnat est une troisième position en 2004. En 2006, Amaral achète la Lola B05/40, autrefois détenue par l'écurie Chamberlain Synergy Motorsport en Le Mans Series. Avec celle-ci, il participe plusieurs fois aux 24 heures du Mans, et remporte plusieurs victoires de catégorie en LMP2 dans le championnat Le Mans Series.

## Sources
- (en) Cet article est partiellement ou en totalité issu de l’article de Wikipédia en anglais intitulé « Miguel Amaral » (voir la liste des auteurs).